# Terrestre (album)
Terrestre è il quarto album in studio del gruppo musicale italiano Subsonica, pubblicato il 22 aprile 2005 dalla EMI.

## Descrizione
Co-prodotto dal gruppo stesso insieme a Ale Bavo, l'album si differenzia dal precedente Amorematico per le maggiori sonorità rock, pur senza perdere parentesi elettroniche.
Oltre all'edizione standard, il disco è stato commercializzato anche in edizione limitata con un DVD aggiuntivo intitolato Extra-Terrestre, che comprende il making of di Terrestre, una raccolta di video girati da Boosta, un filmato di Ninja mentre suona una cabasa e il video del brano Abitudine.
Il brano Corpo a corpo è stato utilizzato nella colonna sonora del videogioco FIFA 06.

## Tracce
Testi e musiche di Massimiliano Casacci, Davide Di Leo e Samuel Romano.
1. Corpo a corpo – 3:57
2. Ratto – 4:35 (Massimiliano Casacci)
3. Vita d'altri – 3:34 (Massimiliano Casacci)
4. Abitudine – 4:52
5. Gasoline – 5:36 (testo: Marco Rainò – musica: Davide Di Leo, Enrico Matta)
6. Incantevole – 5:07
7. L'odore – 4:04 (Massimiliano Casacci, Davide Di Leo, Luca Ragagnin, Samuel Romano)
8. Alba a quattro corsie – 6:53
9. Salto nel vuoto – 4:25 (Massimiliano Casacci)
10. Giorni a perdere – 4:18 (Massimiliano Casacci)
11. Amantide – 4:08 (Massimiliano Casacci, Davide Di Leo, Luca Ragagnin, Samuel Romano)
12. Terrestre – 4:20 (Davide Di Leo)
13. Le serpi – 4:48 (Massimiliano Casacci)
14. Dormi – 3:52 (Samuel Romano)

## Formazione
Gruppo
- Samuel – voce, chitarra acustica (traccia 14)
- C-Max – chitarra, chitarra a doppio manico (traccia 4), lap steel guitar (traccia 14), voce
- Boosta – tastiera, sintetizzatore, voce
- Bass Vicio – basso
- Ninja – batteria

Altri musicisti
- Ale Bavo – programmazione
- Edodea Ensemble – strumenti ad arco (tracce 6 e 13)

Produzione
- Max Casacci – produzione
- Subsonica – produzione
- Ale Bavo – assistenza alla produzione

## Classifiche

### Classifiche settimanali
| Classifica (2005) | Posizione massima |
| ----------------- | ----------------- |
| Italia            | 1                 |

### Classifiche di fine anno
| Classifica (2005) | Posizione |
| ----------------- | --------- |
| Italia            | 29        |